# Spottiswoode Aitken
Spottiswoode Aitken (n. 16 aprilie 1868, Edinburgh, Regatul Unit al Marii Britanii și Irlandei – d. 26 februarie 1933, Los Angeles, California, SUA) a fost un actor scoțian, activ în Statele Unite în perioada filmului mut. A jucat rolul Dr. Cameron în drama epică a lui Nașterea unei națiuni de D. W. Griffith.

## Filmografie selectată
- The Battle (1911)
- The Angel of Contention (1914)
- The Girl in the Shack (1914)
- Home, Sweet Home (1914)
- The Green-Eyed Devil (1914)
- The Avenging Conscience (1914)
- Captain Macklin (1915)
- The Birth of a Nation (1915)
- The Flying Torpedo (1916)
- Intolerance (1916)
- Acquitted (1916)
- An Innocent Magdalene (1916)